# Steyr SSG 04
Steyr SSG 04 là một loại súng trường bắn tỉa khóa nòng chuyển động hiện đại được phát triển và sản xuất bởi Steyr Mannlicher tại Áo. Nó là một sự bổ sung cho khẩu SSG 69 của Steyr, sử dụng cùng một Hệ thống khóa nòng an toàn được phát triển cho súng săn của Steyr. Nó cũng là cơ sở cho các khẩu Steyr SSG 08 và Steyr SSG Carbon.

## Quốc gia sử dụng
- Ireland
- Nga[1]
- Bolivia[2]